# Gololobovka
Gololobovka (en rus: Гололобовка) és un poble de l'óblast de Tambov, a Rússia, segons el cens del 2010 tenia 551 habitants.